# Азати
Азати (перське азад — вільний, вірменське — вільний, благородний):
1. В Ірані за Сасанідів (3-7 століття) це найнижчий прошарок привілейованого стану вершників артешатарану — середні та дрібні землевласники зобов’язані служити у війську під час війни.
2. У Вірменії в ранньому середньовіччі середні та дрібні феодали, а в ширшому значенні взагалі уся знать на противагу аназатам (невільним) — міщанам та селянам.